# Maccabi Tel Aviv Volleyball Club
Il Maccabi Tel Aviv Volleyball Club, chiamato anche solamente Maccabi Tel Aviv, è una società pallavolistica israeliana con sede a Tel Aviv. Fa parte dell'omonima società polisportiva, Maccabi Tel Aviv, che racchiude al suo interno diverse discipline sportive.
È una delle società più titolate del Paese che, oltre ad aver trionfato molte volte in tornei nazionali, vanta numerose presenze in competizioni continentali, alle quali ha partecipato per la prima volta nel 1982.

## Storia
La formazione pallavolistica maschile nasce negli anni settanta all'interno della polisportiva Maccabi Tel Aviv, confermandosi subito ai vertici della pallavolo israeliana. Nel 1982, con la vittoria del secondo campionato nazionale, conquista per la prima volta la qualificazione ad una competizione europea. L'anno successivo partecipa così alla Coppa dei Campioni, dove però viene estromessa già al turno preliminare dal club spagnolo del Palma di Maiorca.
Negli anni novanta la squadra vive il suo primo "periodo d'oro", conquistando in patria 3 campionati e 2 coppe nazionali. In questa decade sono frequenti anche le sue apparizioni in campo continentale, accumulando esperienza internazionale anche in Coppa delle Coppe e in Coppa CEV. Il secondo periodo di successi è iniziato nel 2007, con il ritorno alla vittoria in patria: nei 5 anni successivi la squadra centra consecutivamente la vittoria del double, vincendo cioè sia il campionato che la coppa nazionale. Sulla panchina della squadra durante questo ciclo vittorioso siede Zohar Bar Netzer, che per questo motivo assume contemporaneamente anche la guida della Nazionale israeliana.
Queste vittorie si tradussero in partecipazioni annuali alla Coppa CEV e alla Challenge Cup; il miglior risultato in termini di avanzamento è stato ottenuto proprio in quest'ultima coppa, dove il cammino è terminato ai quarti di finale nelle edizioni 2011-2012 e 2012-2013.

## Palmarès

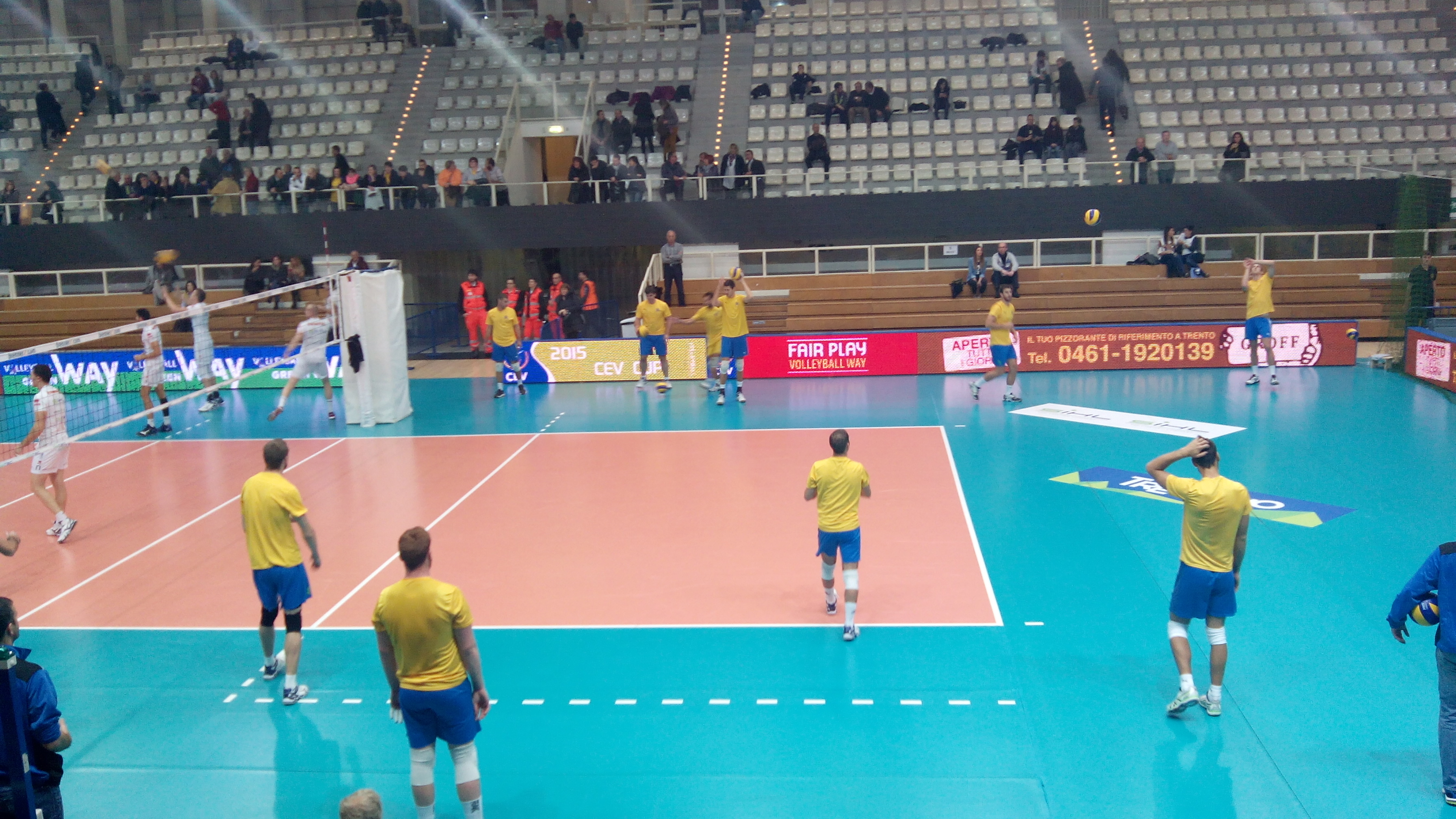
Riscaldamento pre-partita a Trento nel 2014

- Campionato israeliano: 12

1975-76, 1981-82, 1989-90, 1990-91, 1996-97, 2007-08, 2008-09, 2009-10, 2010-11, 2011-12, 2016-17, 2020-21
- Coppa d'Israele: 8

1992-93, 1997-98, 2007-08, 2008-09, 2009-10, 2010-11, 2011-12, 2020-21